# Ушкевич Сергій Володимирович
Сергі́й Володи́мирович Ушке́вич (псевдо — «Золотий»; 1995, с. Озерна, Тернопільська область — 17 липня 2022, Харківська область) — український цирковий артист, еквілібрист, військовослужбовець, солдат 92 ОМБр Збройних сил України, учасник російсько-української війни. Кавалер ордена «За мужність» III ступеня (2022, посмертно), почесний громадянин Тернопільської області (2024, посмертно). Брат Андрія Ушкевича.

## Життєпис
Сергій Ушкевич 1995 року в селі Озерна, нині Озернянської громади Тернопільського району Тернопільської области України.
Закінчив Дубенський коледж культури і мистецтв Рівненського державного гуманітарного університету (2014, хореографічне відділення), Київську муніципальну академію естрадного та циркового мистецтв.
Займався спортом, акробатикою, виступав на сценах, показуючи мистецтво еквілібристики. 24 лютого 2022 року перебував у Києві, працював у цирковій групі. Мали виступи в європейських країнах. Частина групи роз'їхалася, а він приєднався до захисників Києва.
Після боїв на Київщині став військовим інструктором зі стрілецької справи у 169-му навчальному центрі «Десна». Згодом тримав рубежі на Харківському напрямку у складі 92-ї окремої механізованої бригади. Загинув 17 липня 2022 року на Харківщині.
Похований 21 липня 2022 року в родинному селі.

## Нагороди
- орден «За мужність» III ступеня (5 серпня 2022, посмертно) — за особисту мужність і самовідданість, виявлені у захисті державного суверенітету та територіальної цілісності України, вірність військовій присязі[1];
- почесний громадянин Тернопільської області (2024, посмертно)[2].